# 山田宗美

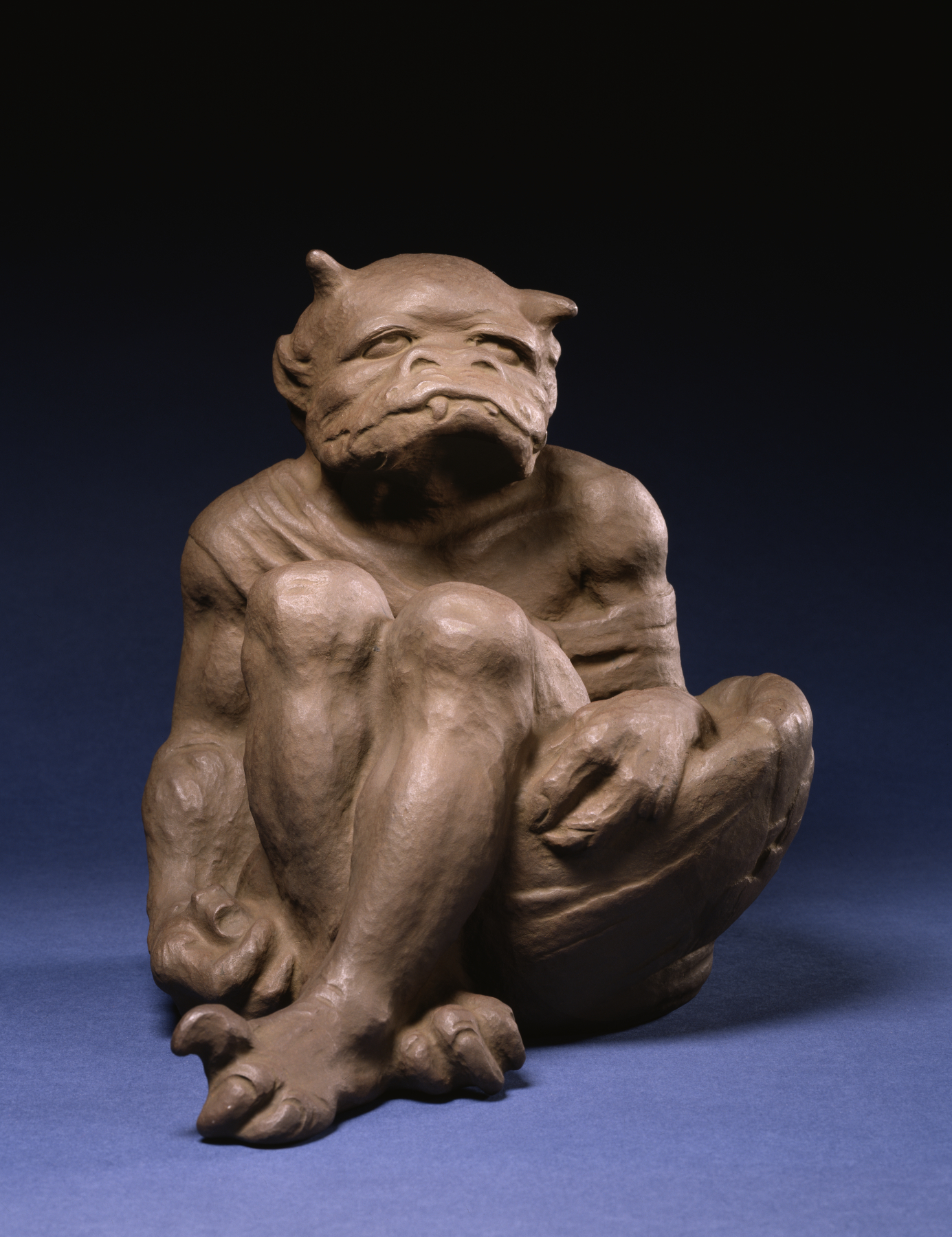
『Wind God』

山田 宗美（やまだ そうび、1871年12月23日（明治4年11月12日） - 1916年（大正5年）3月15日）は、石川県江沼郡大聖寺町鍛治町（現在の加賀市）出身の鍛金家。本名は山田長三郎。

## 経歴
1871年12月23日（明治4年11月12日）、石川県江沼郡大聖寺町鍛治町（現在の加賀市）の武具鍛冶師の家に生まれた。
父の山田宗光に象嵌や打出しの技術を学んだ後、1891年（明治24年）には一枚の薄い鉄板から立体の花瓶や置物を打出す独自の技術を編み出した。宗美は極めて高度な鉄打出しの技術を有しており、「宗美の先に宗美なく、宗美のあとに宗美なし」と言われた。美術史家の大村西崖は著書『東洋美術史』の中で「鎚起には加賀の山田長三郎宗美あり、自ら鉄を用いよく動物の全形を鎚起し空前の奇巧を示した」と記している。
1896年（明治29年）の日本美術協会展、1900年（明治33年）にフランスで開催されたパリ万国博覧会、1904年（明治37年）にアメリカ合衆国で開催されたセントルイス万国博覧会などで受賞した。1909年（明治42年）の日英博覧会に出品した「鉄打出狛犬大置物」は名誉大賞を受賞した。1916年（大正5年）には帝室技芸員に内定していたが、発表直前の1916年（大正5年）3月15日）に死去した。
1982年（昭和57年）7月12日には個人が所蔵する「鉄打出狛犬大置物」と石川県立美術館が所蔵する「鉄打出鳩置物」が石川県指定文化財に指定された。出生地の加賀市大聖寺鍛治町には「山田宗美生誕之地」の石碑がある。アメリカ合衆国メリーランド州ボルチモアのウォルターズ美術館は『Wind God』を所蔵している。